# Zvijezde pod hipnozom
Zvijezde pod hipnozom bio je hrvatski zabavni show baziran i osmišljen po uzoru na francusku verziju showa Stars Under Hypnosis. Godine 2017. snimljena je prva sezona showa. Voditelji su bili Dušan Bućan i Timoteo Crnković.

## Format
Licencu formata potpisala je nekadašnja FremantleMedia, od 2018. godine Fremantle produkcijska kuća. Format je prvotno emitiran u Francuskoj 2014. godine u njihovom izdanju showa "Stars Under Hypnosis", a francuska verzija tog showa nije jedina koja je polučila uspjeh gledanosti, već se tu našla primjerice i ukrajinska verzija showa. Već 2014. francuski „Stars sous hypnose” prikazivan je i na kanadskoj televiziji. Za Novu TV show Zvijezde pod hipnozom producirala je FremantleMedia Hrvatska kao članica FremantleMedia grupe.

## Koncept
Koncept emisije takav je da su voditelj, Dušan Bućan i hipnotizer Timoteo Crnković, u studiju showa jednom tjedno ugostili zvijezde poznate javnosti koje su pristale proći kroz proces hipnoze. Zvijezde koje su se podvrgnule hipnozi nalazile su se na pola puta između sna i jave, i to sve pred kamerama zabavnog showa u kojem su see izmjenjivali snimljeni skečevi zvijezda u najrazličitijim životnim situacijama s hipnozama uživo na samoj pozornici u studiju gdje su zvijezde, upravo tijekom emisije, imale priliku po prvi puta pogledati se u hipnotiziranom stanju.
Hoće li svi uspjeti biti hipnotizirani, ili se među zvijezdama krije i netko tko je jednostavno nedovoljno otvoren da se nađe u stanju hipnoze, može se saznati u epizodama showa. Svaka emisija broji sedam gostiju showa, od čega je pet mjesta pridržano sudionicima koji su manje ili više spremni na proces i vjeruju u moć hipnoze dok su dva mjesta rezervirana za skeptike koji na kraju možda to više i neće biti.
Emisija osim samih javnih osoba iz tjedna u tjedan ugostila je i druge predstavnike društvenog života, glumce, sportaše, glazbenice i druge koji su iz prve ruke iznijeli svoj osvrt na hipnozu.

## Prva sezona
Prva sezona showa započela je emitiranjem prve epizode 19. listopada 2019. godine na hrvatskom televizijskom kanalu Nova TV. Emitiranje epizoda vršilo se u pravilu svakih tjedan dana periodično, osim u iznimnim situacijama. 15. prosinca 2019. godine prikazana je osma i ujedno posljednja epizoda prve sezone showa.

### Pregled emisija

#### Prva epizoda – 19. listopada 2019.

##### Sudionici
| Sudionik        | Zanimanje                                |
| --------------- | ---------------------------------------- |
| Edvin Liverić   | Kazališni, televizijski i filmski glumac |
| Hrvoje Šalković | Pisac                                    |
| Ivana Banfić    | Pjevačica                                |
| Ricardo Luque   | Pjevač i glazbenik                       |
| Tina Katanić    | Manekenka i voditeljica                  |

##### Skeptici
| Skeptik       | Zanimanje |
| ------------- | --------- |
| Maja Šuput    | Pjevačica |
| Stjepan Božić | Boksač    |

#### Druga epizoda – 26. listopada 2019.

##### Sudionici
| Sudionik       | Zanimanje                                 |
| -------------- | ----------------------------------------- |
| Ana Vilenica   | Kazališna, televizijska i filmska glumica |
| Edo Drakulić   | Pjevač i glazbenik                        |
| Ivona Kundert  | Glumica                                   |
| Mate Bulić     | Pjevač                                    |
| Snježana Mehun | Poduzetnica                               |

##### Skeptici
| Skeptik                | Zanimanje                               |
| ---------------------- | --------------------------------------- |
| Alka Vuica             | Pjevačica, tekstopisac i TV voditeljica |
| Miroslav Ćiro Blažević | Izbornik                                |

#### Treća epizoda – 02. studenoga 2019.

##### Sudionici
| Sudionik           | Zanimanje                                                  |
| ------------------ | ---------------------------------------------------------- |
| Anamarija Asanović | Dizajnerica                                                |
| Boris Kosmač       | Imitator i koreograf                                       |
| Hrvoje Rupčić      | Glazbenik                                                  |
| Igor Barberić      | Glumac, redatelj i koreograf                               |
| Tamara Šoletić     | Kazališna i televizijska glumica, recitatorica i lutkarica |

##### Skeptici
| Skeptik        | Zanimanje                                      |
| -------------- | ---------------------------------------------- |
| Boris Đurđević | Skladatelj, autor tekstova, aranžer, producent |
| Lidija Bačić   | Pjevačica, glumica i model                     |

#### Četvrta epizoda – 09. studenoga 2019.

##### Sudionici
| Sudionik         | Zanimanje          |
| ---------------- | ------------------ |
| Almira Osmanović | Balerina i glumica |
| Asim Ugljen      | Glumac             |
| Davor Jurkotić   | Novinar i komičar  |
| Giuliano Đanić   | Pjevač             |
| Ivica Skoko      | Modni dizajner     |

##### Skeptici
| Skeptik       | Zanimanje                                 |
| ------------- | ----------------------------------------- |
| Iva Mihalić   | Kazališna, televizijska i filmska glumica |
| Jelena Perčin | Kazališna, televizijska i filmska glumica |

#### Peta epizoda – 23. studenoga 2019.

##### Sudionici
| Sudionik            | Zanimanje                                 |
| ------------------- | ----------------------------------------- |
| Ana Maras Harmander | Kazališna, filmska i televizijska glumica |
| Ahmed Abdel Rahim   | Komičar i inženjer                        |
| Darko Janeš         | Kazališni, televizijski i filmski glumac  |
| Frano Domitrović    | Filmski glumac i voditelj                 |
| Petra Dugandžić     | Modni dizajner                            |

##### Skeptici
| Skeptik      | Zanimanje                                 |
| ------------ | ----------------------------------------- |
| Ištvan Varga | Plesač                                    |
| Mia Begović  | Kazališna, televizijska i filmska glumica |

#### Šesta epizoda – 01. prosinca 2019.

##### Sudionici
| Sudionik           | Zanimanje                                 |
| ------------------ | ----------------------------------------- |
| Anamarija Asanović | Dizajnerica                               |
| Ankica Dobrić      | Kazališna, televizijska i filmska glumica |
| Mario Roth         | Pjevač                                    |
| Petra Kraljev      | Televizijska i kazališna glumica          |
| Saša Buneta        | Kazališni, televizijski i filmski glumac  |

##### Skeptici
| Skeptik     | Zanimanje                                   |
| ----------- | ------------------------------------------- |
| Baby Dooks  | Pjevač, glumac, glazbeni producent i spiker |
| Davor Gobac | Pjevač i glumac                             |

#### Sedma epizoda – 08. prosinca 2019.

##### Sudionici
| Sudionik          | Zanimanje                                 |
| ----------------- | ----------------------------------------- |
| Ana Vilenica      | Kazališna, televizijska i filmska glumica |
| Dalibor Petko     | Televizijski i radijski voditelj          |
| Maja Lena Lopatny | Voditeljica i novinarka                   |
| Mia Begović       | Kazališna, televizijska i filmska glumica |
| Milan Pavlović    | Filmski, televizijski i kazališni glumac  |

##### Skeptici
| Skeptik       | Zanimanje                                 |
| ------------- | ----------------------------------------- |
| Ana Begić     | Kazališna, televizijska i filmska glumica |
| Stjepan Perić | Kazališni, televizijski i filmski glumac  |

#### Osma epizoda – 15. prosinca 2019.

##### Sudionici
| Sudionik        | Zanimanje                                 |
| --------------- | ----------------------------------------- |
| Damir Kedžo     | Pjevač                                    |
| Goran Karan     | Pjevač                                    |
| Nives Celzijus  | Pjevačica, glumica i spisateljica         |
| Pero Galić      | Pjevač                                    |
| Petra Dugandžić | Kazališna, televizijska i filmska glumica |

##### Skeptici
| Skeptik       | Zanimanje                                 |
| ------------- | ----------------------------------------- |
| Ksenija Pajić | Filmska, televizijska i kazališna glumica |
| Mirela Holy   | Političarka                               |

## Vanjske poveznice
- https://messmer.ca/en/television/detail/stars-under-hypnosis/  Arhivirana inačica izvorne stranice od 28. rujna 2020. (Wayback Machine)
- https://www.fremantle.com/fremantlemedia-rebrands-to-fremantle-as-it-unveils-new-brand-identity-logo-and-website/  Arhivirana inačica izvorne stranice od 24. rujna 2020. (Wayback Machine)
- https://tvprofil.com/serije/8360089/zvijezde-pod-hipnozom
- https://www.imdb.com/title/tt11147872/